# メチルスルホニルテトラクロルピリジン
メチルスルホニルテトラクロルピリジン（英methylsulfonyl tetrachloro pyridine）は、化学式 C6H3Cl4NO2S で表される有機化合物。プラスチックや塗料、建材などの防カビ剤として用いられる。

## 効果等
ほとんどのカビに対するMICは 1〜5 ppm であり、微量で効果が現れる。防藻効果もあり、殺藻剤としても使用される。ジメチルホルムアミドやアセトンには可溶であるが、その他の有機溶剤には難溶。水に対する溶解性は0.0025%と低く、光や熱に対して安定しているため、効果の持続性に優れる。急性経口毒性はLD50が775mg/kgである。原体は皮膚への刺激性があるが、通常の使用濃度では刺激性はない。